# 氟硼酸镉
氟硼酸镉是一种无机化合物，化学式为Cd(BF4)2。

## 制备
氟硼酸镉可以通过氟硼酸的水溶液和碳酸镉或氧化镉反应来制备：
{\displaystyle {\ce {H3OBF4_{(aq)}{}+ CdCO3_{(s)}-> Cd(BF4)2_{(aq)}{}+ HCO3^{-}_{(aq)}{}+ H2O_{(l)}}}}
{\displaystyle {\ce {H3OBF4_{(aq)}{}+ CdO_{(s)}-> Cd(BF4)2_{(aq)}{}+ HO^{-}_{(aq)}{}+ H2O_{(l)}}}}
氟硼酸亚硝酰和金属镉的氧化还原反应也能制得氟硼酸镉：
{\displaystyle {\ce {Cd(s)+2NOBF4->[{CH_{3}COOC_{2}H_{5}}][{CH_{3}CN}]Cd(BF4)2+2NO}}}